# Trap Adventure 2
Trap Adventure 2 ist ein Jump-’n’-Run-Computerspiel von Hiroyoshi Oshiba, das für iOS und als Browserspiel veröffentlicht wurde.

## Spielprinzip
Trap Adventure 2 ist eine Version des ursprünglichen Super Mario Bros. Es hat ein ähnliches Gameplay wie Cat Mario und zeichnet sich durch zahlreiche Fallen im Spiel aus. Es ist meistens ein Flip-Screen-Spiel, aber ein Teil des Spieles verwendet auch vertikales Scrollen. 
Während der Spieler rennt und versucht Hindernisse zu überwinden, erscheint eine Reihe von Fallen, wie auftauchende Stacheln, Flammen und anderen Sprengfallen, die den Spieler töten. Sobald die Leben des Spielcharakters aufgebracht sind, kommt es zu einem Game over und der Spieler muss von vorne anfangen. 

## Entwicklung und Veröffentlichung
Teil 1 bekam kaum Aufmerksamkeit in der Öffentlichkeit. Erst mit Teil 2 des Spieles, das ursprünglich 2016 für iOS veröffentlicht wurde, gewann das Spiel im Jahr 2018 an Popularität.

## Rezeption
Aufgrund des Schwierigkeitsgrades wird das Spiel auch mit den Spielen Syobon Action, Cuphead, Getting Over It with Bennett Foddy, Dark Souls  und World’s Hardest Game verglichen. Polygon beschreibt das Spiel als ein Spiel für Masochisten, in Form eines uralten Platformer-Spiels. So ist das Spiel meist unfair, absurd und unvorhersehbar, dadurch aber auch komisch. Laut Huffington Post ist Trap Adventure 2 für die meisten Spieler fast unmöglich zu spielen; es käme daher zu viel Frustration.
Kotaku sagt, dass der Grund für die plötzliche Popularität von Trap Adventure 2 ein Video war, das im Januar 2018 auf Twitter gepostet wurde und zeigt, wie grausam und witzig das Spiel sein kann. Dem folgten weitere zahlreiche Videos auf YouTube.